# أوازجول
أوازجول هي بلدة في مقاطعة مريشكار في ولاية قشقداريا في أوزبكستان.